# Togo i olympiska sommarspelen 2024
Togo deltog med en trupp på fem idrottare vid de olympiska sommarspelen 2024 i Paris som hölls mellan den 24 juli och 11 augusti 2024. Det var 12:e sommar-OS som Togo deltog vid.

## Friidrott
Förkortningar
- Notera– Placeringar avser endast det specifika heatet.
- Q = Tog sig vidare till nästa omgång
- q = Tog sig vidare till nästa omgång som den snabbaste förloraren eller, i teknikgrenarna, genom placering utan att nå kvalgränsen
- i.u. = Omgången fanns inte i grenen
- Bye = Idrottaren behövde inte tävla i omgången

Gång- och löpgrenar
| Idrottare    | Gren           | Inledande omgång | Inledande omgång | Heat             | Heat             | Semifinal        | Semifinal        | Final            | Final            |
| Idrottare    | Gren           | Tid              | Placering        | Tid              | Placering        | Tid              | Placering        | Tid              | Placering        |
| ------------ | -------------- | ---------------- | ---------------- | ---------------- | ---------------- | ---------------- | ---------------- | ---------------- | ---------------- |
| Naomi Akakpo | Damernas 100 m | 12,34            | 5                | Gick inte vidare | Gick inte vidare | Gick inte vidare | Gick inte vidare | Gick inte vidare | Gick inte vidare |

## Rodd
| Idrottare      | Gren                   | Heat    | Heat      | Återkval | Återkval  | Semifinal | Semifinal | Final   | Final     |
| Idrottare      | Gren                   | Tid     | Placering | Tid      | Placering | Tid       | Placering | Tid     | Placering |
| -------------- | ---------------------- | ------- | --------- | -------- | --------- | --------- | --------- | ------- | --------- |
| Akoko Komlanvi | Damernas singelsculler | 8.44,88 | 5 R       | 8.43,11  | 5 SE/F    | 9.16,28   | 4 FF      | 8.46,73 | 32        |

Teckenförklaring: FA= A-final (medalj); FB=B-final (ingen medalj); FC= C-final (ingen medalj); FD= D-final (ingen medalj); FE=E-final (ingen medalj); FF=F-final (ingen medalj); SA/B=Semifinal A/B; SC/D=Semifinal C/D; SE/F=Semifinal E/F; QF=Kvartsfinal; R=Återkval

## Simning
| Idrottare           | Gren                  | Heat  | Heat      | Semifinal        | Semifinal        | Final            | Final            |
| Idrottare           | Gren                  | Tid   | Placering | Tid              | Placering        | Tid              | Placering        |
| ------------------- | --------------------- | ----- | --------- | ---------------- | ---------------- | ---------------- | ---------------- |
| Magnim Jordano Daou | Herrarnas 50 m frisim | 26,56 | 58        | Gick inte vidare | Gick inte vidare | Gick inte vidare | Gick inte vidare |
| Adèle Gaïtou        | Damernas 50 m frisim  | 32,50 | 72        | Gick inte vidare | Gick inte vidare | Gick inte vidare | Gick inte vidare |

## Triathlon
Individuellt
| Idrottare    | Gren              | Tid              | Tid    | Tid             | Tid    | Tid             | Tid      | Placering |        |
| Idrottare    | Gren              | Simning (1,5 km) | T1     | Cykling (40 km) | T2     | Löpning (10 km) | Totaltid | Placering |        |
| ------------ | ----------------- | ---------------- | ------ | --------------- | ------ | --------------- | -------- | --------- | ------ |
| Eloi Adjavon | Herrarnas tävling | 25.43            | Varvad | Varvad          | Varvad | Varvad          | Varvad   | Varvad    | Varvad |